# GAZ-64
Der GAZ-64 (russisch ГАЗ-64, in der deutschen Transkription GAS-64) war ein Geländewagen des sowjetischen Fahrzeugherstellers Gorkowski Awtomobilny Sawod, der während des Zweiten Weltkrieges produziert wurde. Er basiert optisch und konzeptionell auf dem amerikanischen Bantam BRC-60, dessen Prototypen wenige Monate zuvor erschienen. Es handelt sich jedoch um keine Kopie: Die sowjetischen Konstrukteure hatten bei der Entwicklung Anfang 1941 nur minimale Informationen über den Bantam, einige Fotos und kein Fahrzeug als Vorlage. Dennoch wird der Geländewagen auch in der russischsprachigen Literatur gelegentlich als „sowjetischer Bantam“ bezeichnet.

## Fahrzeuggeschichte

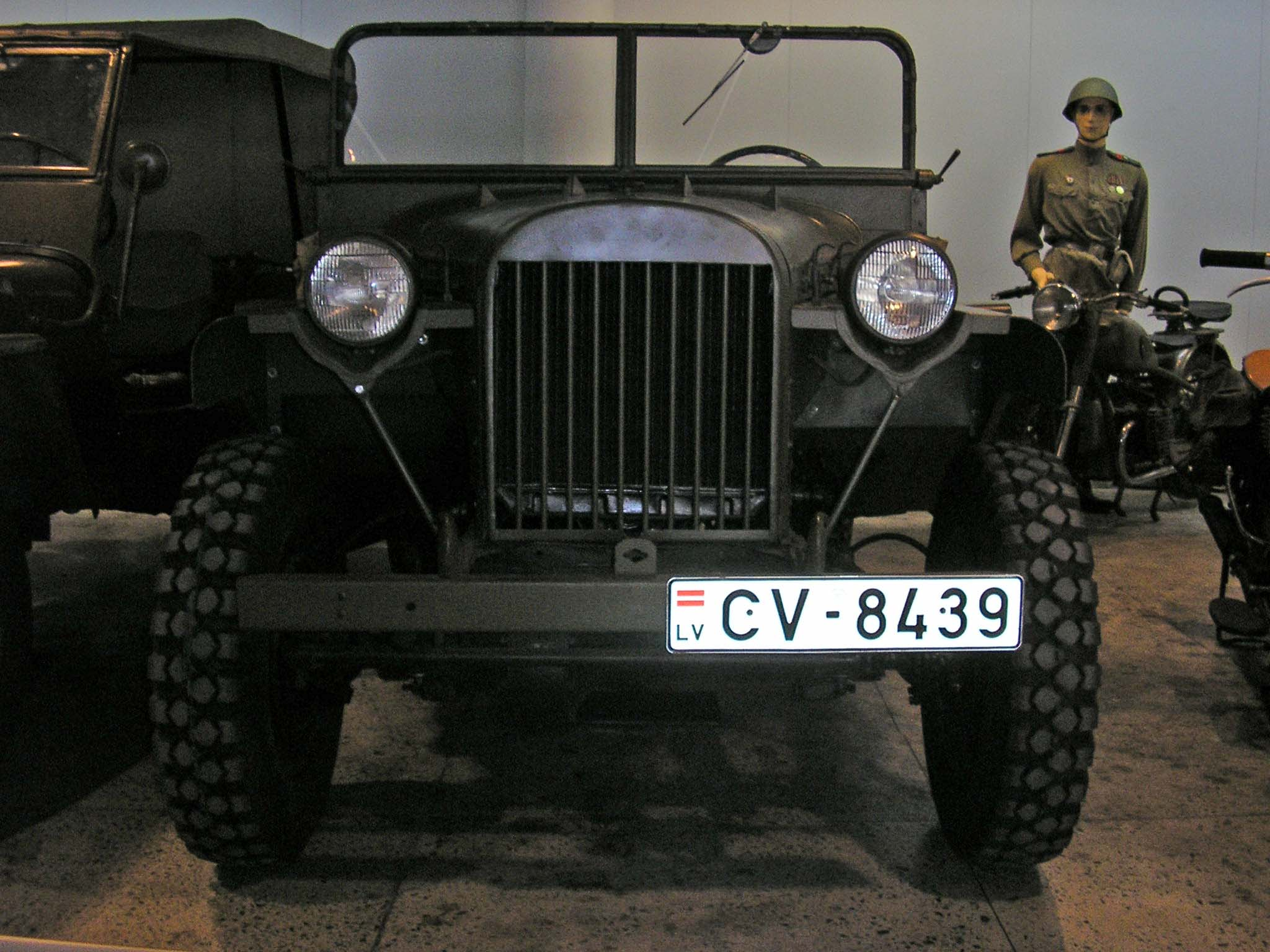
Frontansicht eines GAZ-64 in einem Museum. In der Literatur wird dieses Fahrzeug als Nachbau bezeichnet (2006)

Im Januar 1941 wurde der Konstrukteur Witali Gratschow aus dem Gorkowski Awtomobilny Sawod von W. A. Malyschew beauftragt, einen Geländewagen für die Rote Armee zu konstruieren. Als Vorlage diente ein Ausschnitt einer US-amerikanischen Automobilzeitschrift, in der der Prototyp des späteren Bantam BRC-60 abgebildet war. Anhand dieses Zeitungsausschnitts, der darin enthaltenen Informationen und Bilder wurden die Arbeiten an einem Prototyp mit der Bezeichnung GAZ R-1 am 3. Februar begonnen, der später in GAZ-64-416 umbenannt wurde. Dabei steht die 64 für den Typ des verwendeten Fahrgestells, 416 ist der Typ der Karosserie. Dieses Bezeichnungssystem wurde bereits von der amerikanischen Ford Motor Company verwendet und gelangte in den 1930er-Jahren auch in die Sowjetunion. Parallel entwickelte auch das Automobilinstitut NATI mit dem NATI-AR ein konzeptionell ähnliches Fahrzeug, die Erfahrungen daraus flossen in die Fertigung des GAZ-64 mit ein.
Die Fertigstellung des Prototyps war ursprünglich für den 10. März 1941 terminiert worden, die erste Probefahrt mit dem noch nicht ganz vollendeten Fahrzeug fand am 25. März statt. Ende März, nach etwa 50 Tagen Bauzeit, wurde der Geländewagen in Moskau dem Militär und den Auftraggebern präsentiert, anschließend ging der Prototyp in die Werkserprobung. Die Serienfertigung begann Ende August 1941. Bis Ende des Jahres wurden insgesamt 602 Exemplare des GAZ-64 gebaut (Prototypen inbegriffen). Nachdem die Produktion des GAZ-M1 kriegsbedingt eingestellt worden war, war der GAZ-64 neben dem GAZ-61 der letzte Personenwagen, der in Gorki noch gefertigt wurde. 1942 wurden noch einmal 67 Exemplare gebaut, 1943 noch drei Stück überarbeitete GAZ-64B, die schließlich mit verschiedenen technischen Änderungen in der Produktion des Nachfolgers GAZ-67 mündeten. Insgesamt wurden 672 GAZ-64 gefertigt.
Der GAZ-64 war zwar optisch und konzeptionell stark an den Entwurf von Bantam angelehnt, nutzte jedoch Teile aus der heimischen Fahrzeugproduktion. Der Motor entstammte dem GAZ-MM und wurde mit einigen Teilen des Sechszylinders „GAZ-11“ aus dem Vorgänger GAZ-61 aufgebessert. Er erhielt z. B. dessen Wasserpumpe. Außerdem wurde ein größerer Kühler verwendet und ein anderer Vergaser. Auch das Vierganggetriebe war der Lkw-Produktion in Gorki entnommen. Das Fahrzeug zeigte trotz des Vierzylinders gute Eigenschaften als Zugmittel und war in der Lage, Anhänger und Geschütze bis etwa 1200 kg zu bewegen. Obwohl bereits 1940 Zylinderköpfe mit einer höheren Verdichtung für den Motor konstruiert worden waren, mit denen eine bessere Leistung erzielbar gewesen wäre, verzichtete man zu Gunsten des geringeren Kraftstoffverbrauchs auf deren Einsatz.
Bedingt durch den Lend-Lease-Act kamen wahrscheinlich ab Herbst 1941 etwas mehr als 800 Bantam aus amerikanischer Produktion in die Sowjetunion, von denen 530 an die Rote Armee gingen. Zu diesem Zeitpunkt lief die Serienproduktion des GAZ-64 schon mehrere Monate. Insgesamt lieferte die USA knapp 44.000 leichte Geländewagen der Marken Jeep, Ford und Bantam in die Sowjetunion, den Großteil davon allerdings erst ab Frühjahr 1942.
Der sowjetische Panzerspähwagen BA-64 verwendet das gleiche Fahrgestell wie der GAZ-64. Daneben wurde ein ähnliches Fahrzeug unter der Bezeichnung GAZ-64-126 entworfen, das nie in Serie ging.

## Technische Daten
Für die Grundversion GAZ-64.
- Motor: Vierzylinder-Ottomotor
- Gemischaufbereitung: Vergaser
- Hubraum: 3285 cm³
- Bohrung: 98,43 mm
- Hub: 107,95 mm
- Verdichtung: 4,6:1
- Leistung: 54 PS (40 kW) bei 2800 min−1
- Drehmoment: 167 Nm bei 1400…1500 min−1
- Höchstgeschwindigkeit: 100 km/h (Straße)
- Kupplung: Einscheiben-Trockenkupplung
- Getriebe: handgeschaltetes Vierganggetriebe
- Bremse: mechanische Trommelbremsen an der Hinterachse
- Tankinhalt: 90 l
- Verbrauch: 15 l
- Antriebsformel: 4×4

Abmessungen und Gewichte
- Länge: 3660 mm,[2] auch ca. 3305 mm angegeben
- Breite: 1535 mm
- Höhe: 1690 mm mit Verdeck
- Spurweite vorne: 1278 mm
- Spurweite hinten: 1245 mm
- Radstand: 2100 mm
- Bodenfreiheit: 227 mm
- Wendekreis: 13 m[2]
- Leergewicht: 1200 kg,[2] auch 1040 kg angegeben
- Zuladung: 400 kg
- Anhängelast: 1200 kg
- Reifengröße: 7,00-16"[2]

In einigen zeitgenössischen Quellen werden noch Daten des Motors aus dem GAZ-A mit 40 PS (28 kW) genannt, auch die äußeren Dimensionen variieren. Generell unterlag die Konstruktion einer ständigen technischen Überarbeitung im Krieg, und kaum eine der Literaturquellen nennt in allen Punkten übereinstimmende Daten für die Fahrzeuge.